# Санта Изабел (остров)
Санта Изабел (на английски: Santa Isabel Island) е остров в Тихия океан, 4-ти по големина от 6-те големи острови в архипелага и от островната държава Соломонови острови. Дължината му от северозапад на югоизток е 198 km, ширината до 30 km, а площта – 2999 km².

## Географска характеристика
Остров Санта Изабел е разположен в централната част на архипелага, като отстои на 97 km югоизточно от остров Шуазьол, на 78 km северно от остров Гуадалканал, на 92 km източно от остров Ню Джорджия и на 78 km северозападно от остров Малаита. Южно от него е разположен малкия остров Сан Хорхе. По цялото му протежение е разположен планински хребет с максимална височина връх Сасари 1220 m. Навсякъде покрай брега е разположена тясна (до 2 km) крайбрежна равнина. Изграден е от базалти, препокрити с варовици. Често явление са земетресенията и тропическите циклони. Климатът е тропичен, влажен. Покрит е с гъсти и влажни, вечнозелени гори. През 2020 г. населението на острова е наброявало 35 257 души, което основно се занимава с тропическо земеделие (кокосови палми, какао, банани), дърводобив и риболов. Главно селище е градчето Киа, разположено в най-северната му част.

## Историческа справка
Остров Санта Изабел е открит на 7 февруари 1568 г. от испанския мореплавател Алваро де Менданя де Нейра..